# Кушата
Кушата (каз. Күшата) — село в Туркестанской области Казахстана. Находится в подчинении городской администрации Кентау. Входит в состав Карнакского сельского округа. Код КАТО — 512039300.

## Население
В 1999 году население села составляло 1102 человека (550 мужчин и 552 женщины). По данным переписи 2009 года в селе проживало 1457 человек (704 мужчины и 753 женщины).